# مامبا
مامبا (نام علمی: Dendroaspis) نام یک سرده از تیره کفچه‌ماران است.